# Laemophloeus aemulus
Laemophloeus aemulus là một loài bọ cánh cứng trong họ Laemophloeidae. Loài này được Brethes miêu tả khoa học năm 1922.